# Léocadia
Léocadia es una obra de teatro del dramaturgo francés Jean Anouilh, estrenada en 1940.

## Argumento
Leocadia cuenta la historia improbable, pero poética, de un joven príncipe enamorado de una cantante rumana. Leocadia Gardi. El joven solo ha coincidido con ella durante tres días, ya que ella muere estrangulada por su chal. Inconsolable, el príncipe solo vive para recordar su amor. Su tía, la duquesa de Andinet Andaine, reconstruye los escenarios, a modo de decorados, en la que su sobrino vivió su idilio. El mayordomo, los ayudas de cámara…, como actores, deben interpretar los roles vividos durante los tres días de felicidad. Por tanto, el tiempo se detiene. Se contrata a una sombrerera, Amanda, idéntica a la cantante, para seducir al príncipe. En un primer momento, el joven se aferra desesperadamente a su sueño, pero pronto se da cuenta, en contacto con Amanda, de que el recuerdo de Leocadia es, de hecho, el miedo a la vida, en lo que tiene de pasajero, efímero, mortal… El mundo congelado, teatral, imaginado por la Duquesa pronto queda inoperante, se desintegra y la falsa comedia ya no es posible. El príncipe se desilusiona y descubre que Leocadia era un amor idealizado desprovisto de cualquier sustancia, el refugio de un adolescente malcriado. Su amor por Amanda es un retorno a la vida real.

## Representaciones destacadas
- Théâtre de la Michodière, París, 1 de diciembre de 1940. Estreno.
  - Intérpretes: Yvonne Printemps (Amanda), Pierre Fresnay (Le Prince), Marguerite Deval (La Duchesse), Victor Boucher, Paul Demange, Léon Larive, Mercédès Brare, Henri-Richard, Jacques Janvier, Henri Gaultier.

- Morosco Theatre, Broadway, Nueva York, 1957. (Time Remembered).[1]
  - Dirección: Albert Marre.
  - Intérpretes: Susan Strasberg (Amanda), Richard Burton (Príncipe), Helen Hayes (Duquesa).

- Estudio 1, Televisión española, 1967. Adaptación para televisión.[2]
  - Dirección: Gustavo Pérez Puig.
  - Intérpretes: María Luisa Merlo (Amanda), Sancho Gracia (Príncipe), Luchy Soto (Duquesa), Pablo Sanz, Álvaro de Luna, Valentín Tornos.

- Teatro de los Campos Elíseos, París, 1984.
  - Dirección: Pierre Boutron
  - Intérpretes: Sabine Haudepin (Amanda), Lambert Wilson (Le Prince), Edwige Feuillère (La Duchesse), Philippe Khorsand, Jacques Marchand, Jacques Plee, Robert Deslandes, Jacques Castelot, François Rossello, Philippe Dehesdin.